# Плутонийтригаллий
Плутонийтригаллий — бинарное неорганическое соединение, интерметаллид
плутония и галлия
с формулой Ga3Pu,
кристаллы.

## Получение
- Сплавление стехиометрических количеств чистых веществ:

{\displaystyle {\mathsf {Pu+3Ga\ {\xrightarrow {1100^{o}C}}\ Ga_{3}Pu}}}

## Физические свойства
Плутонийтригаллий образует кристаллы
тригональной сингонии,
пространственная группа R 3m,
параметры ячейки a = 0,6178 нм, c = 2,8031 нм, Z = 9,
структура типа станнида триникеля Ni3Sn
.
При температуре 400°С в соединении происходит переход в фазу
гексагональной сингонии,
пространственная группа P 63/mmc,
параметры ячейки a = 0,6299 нм, c = 0,4513 нм, Z = 2,
структура типа кадмийтримагния Mg3Cd.
Есть данные о фазовом переходе в соединении при температуре 920 °C (922 °C).
Соединение образуется по перитектической реакции при температуре 1100 °C.

## Химические свойства
- Разлагается при нагревании:

{\displaystyle {\mathsf {Ga_{3}Pu\ {\xrightarrow {>1100^{o}C}}\ Ga_{2}Pu+Ga}}}